# De Sanctimoniali de Wattun
De Sanctimoniali de Wattun ou Sobre a Freira de Watton é uma história milagrosa do século XII que descreve eventos que aconteceram em Yorkshire em meados do século XII no convento de Watton, East Riding of Yorkshire. É também chamado de Um Certo Milagre Maravilhoso.
De Sanctimoniali de Wattun sobrevive em um manuscrito, MS Corpus Christi College 139. Pensa-se que foi escrito por volta de 1160. O autor costuma ser considerado o abade cisterciense Elredo de Rievaulx, uma identificação provável, senão certa. A fonte do autor para os eventos descritos foram as freiras mais velhas do mosteiro.
É ambientado no convento Gilbertine de Watton e conta a história da Freira de Watton. O autor relatou que, quando era uma menina de quatro anos, foi dada ao convento por Henry Murdac, arcebispo de Iorque, mas não conseguiu abraçar a vida religiosa com muito entusiasmo. Finalmente, ela começa um caso com um irmão leigo, engravidando. Depois que as outras âncoras descobrem o caso, ela foge de ser queimada até a morte ou esfolada viva e é trancada em uma cela, antes de ser forçada a castrar seu ex-amante. De volta à sua cela, Deus intervém, põe fim à gravidez e a liberta das correntes, acontecimentos que a comunidade passou a reconhecer como milagres.